# Samurai Rising
 (mars 2025).
Si vous disposez d'ouvrages ou d'articles de référence ou si vous connaissez des sites web de qualité traitant du thème abordé ici, merci de compléter l'article en donnant les références utiles à sa vérifiabilité et en les liant à la section « Notes et références ».
Samurai Rising est un manga de catégorie Shōnen en 4 volumes. Hideyuki Kurata est le scénariste et Shutaro Yamada le dessinateur. Édition Taifu.

## L'histoire
"L'histoire commence le 31 décembre 2002, au Japon, dans la ville d'Edo. Le pays de s'est jamais ouvert... Il ne s'est jamais libéré des chaines du « sakoku ». Cela fait maintenant 400 ans que le Japon baigne dans la paix. Le nouveau millénaire a commencé, mais nous sommes toujours à l'Époque d'Edo. C'est un monde où règnent en maitre les samouraïs, qui imposent leur lois à grand coup de katana."
Un jeune samurai nommé Zanjuro après avoir défendu un enfant assiste à une scène terrible, cet enfant peu de temps après s'est fait attaquer par un tigre de la parade du nouvel an. Zan décide de faire comprendre au "Shogun" qu'il faut aider les personnes défavorisées et vient à tuer un grand nombre d'autres samouraïs pour se faire comprendre. Mais pendent son conflit avec celui-ci, un énorme bateau noir s'amarra sur le port d'Edo plongeant la ville tout entière dans l'obscurité complète. Et, devant le shogun apparut un homme qui se dénommait « Seven ». Un homme tout droit venu des enfers qui a pour seul but de détruire le Japon. Peu de temps après, Zan se fait arrêter et rencontre la princesse folle qui veut supprimer son père pour redonner au Japon sa vraie valeur. Lors du tournoi international de samouraï, « Seven » refait son apparition et force le shogun à annoncer l'ouverture du pays. Zan décide de combattre Seven et pousse les autres samouraïs à prendre part au combat. Hélas c'est une défaite cuis      hi     everyone     de Zan, qui a remporté le 70e tournoi, décède au combat ainsi que tous les plus puissants samouraïs à l'exception de Zan qui va partir pour le « Mont Samurai » et devenir plus fort. C'est le début de la quête de Zanjuro le petit samurai qui va tenter de sauver le Japon des griffes de l'infâme Seven.

## Les personnages
Zanjuro : C'est le héros de l'histoire. C'est un samouraï du clan « Kiriyama », le fils du représentant de ce clan. Au début, il combat avec un sabre de bois mais au fil de l'histoire, il s'approprie d'un sabre bien plus puissant qui va l'aider à combattre Seven.
Yamahiko : C'est le meilleur ami de Zan, c'est lui qui se fait attaquer lors de la grande parade du nouvel an pour protéger sa mère.
Le Shogun : C'est le chef du Japon, celui de l'époque du manga méprise entièrement les pauvres et les gens dans la misère. Il se soumet entièrement à Seven car sa lâcheté l'emporte.
Paï-Fa : C'est une amie d'enfance de Zan, elle travaille comme serveuse dans un restaurant. Elle est d'origine Chinoise.
Fritz Lang : C'est un samurai allemand que Zan rencontre en prison pour être parti d'un restaurant sans payer. Il va suivre Zan dans le début de sa quête.
Seven : C'est le grand méchant de l'histoire. Il vient tout droit des enfers à bord de son bateau noir. Il est surpuissant et tue a lui tout seul les 5 plus puissants des samouraïs du Japon.
La princesse folle. C'est la fille du Shogun mais contrairement à son père elle souhaite que le Japon redevienne un pays prospère, sans épargner les pauvres.
Kirishito : C'est le sabre que Zan va découvrir au hasard dans le fief de Miko. Cette épée parle et se transforme vers la fin de l'histoire pour prendre accroitre sa puissance.
Fusehime : C'est la gardienne des huit chiens que Zan rencontre sur le mont samurai. Au début Zan doit les combattre elle et ses huit chiens mais plus tard il s'avère qu'elle décide de ne plus tuer Zan et de s'accoupler avec lui (mais cela n'aura pas lieu)

## Liste des tomes
Les Jaquettes :
Hidéyuki Kurata :
- Écrire une histoire de samurai, c'était mon rêve absolu. Et me voila enfin sur la ligne de départ. Je vais me donner à fond.
- Vous aimez-vous les uns les autres?
- Je rêve de puissance illimitée et d'actes glorieux. Hélas, j'ai le rhume des foins. Aux premiers jours du printemps, mon nez se bouche, et je me mets à éternuer. J'ai beau essayer de m'en empêcher, c'est un combat perdu d'avance. Je peux peut-être m'en faire un précieux allié.
- Quand je feuillette ce volume, ça me fais un choque...

Sutaro Yamada : 
- Zanjuro et moi, on est super motivés!
- Voici enfin le début du voyage. Bon courage, Zanjuro!
- Zanjuro, tu vas devenir plus fort, grâce à ton épée!!!
- Le dernier samurai rising

Les quatre volumes sont aussi séparés en Parties :
- Partie 1 : Chapitre 1 à 17 "L'enfer"
- Partie 2 : Chapitre 18 à 22 "Renouveau à Mito"
- Partie 3 : Chapitre 23 à "Chant final" "La volonté du samurai"